# Нижня Курмаза
Нижня Курмаза́ (рос. Нижняя Курмаза, башк. Түбәнге Көрмәҙе) — присілок у складі Біжбуляцького району Башкортостану, Росія. Входить до складу Єлбулактамацької сільської ради.
Населення — 17 осіб (2010; 16 в 2002).
Національний склад:
- росіяни — 63 %
- мордва — 31 %